# Чека (Марказі)
Чека (перс. چقا) — село в Ірані, у дегестані Маасуміє, в Центральному бахші, шахрестані Ерак остану Марказі. За даними перепису 2006 року, його населення становило 55 осіб, що проживали у складі 13 сімей.

## Клімат
Середня річна температура становить 13,97°C, середня максимальна – 33,08°C, а середня мінімальна – -9,04°C. Середня річна кількість опадів – 276 мм.
| Клімат поселення                              | Клімат поселення | Клімат поселення | Клімат поселення | Клімат поселення | Клімат поселення | Клімат поселення | Клімат поселення | Клімат поселення | Клімат поселення | Клімат поселення | Клімат поселення | Клімат поселення | Клімат поселення |
| Показник                                      | Січ.             | Лют.             | Бер.             | Квіт.            | Трав.            | Черв.            | Лип.             | Серп.            | Вер.             | Жовт.            | Лист.            | Груд.            |                  |
| Середній максимум, °C                         | 8,14             | 11,12            | 16,48            | 22,08            | 26,56            | 32,62            | 33,08            | 32,01            | 27,56            | 21,41            | 14,76            | 8,54             |                  |
| Середня температура, °C                       | −0,46            | 2,52             | 7,87             | 13,47            | 17,97            | 24,04            | 27,22            | 26,14            | 21,69            | 15,55            | 8,90             | 2,68             |                  |
| Середній мінімум, °C                          | −9,04            | −6,08            | −0,71            | 4,88             | 9,39             | 15,44            | 21,36            | 20,28            | 15,83            | 9,69             | 3,03             | −3,18            |                  |
| Норма опадів, мм                              | 40               | 40               | 49               | 33               | 25               | 3                | 1                | 1                | 0                | 12               | 29               | 43               |                  |
| Середньомісячна швидкість вітру, м/с          | 2.05             | 2.10             | 2.65             | 3.10             | 2.73             | 2.61             | 2.67             | 2.48             | 2.29             | 2.26             | 1.83             | 1.46             |                  |
| Середньомісячна сонячна радіація, кДж/м²·день | 9220             | 12728            | 15168            | 18452            | 22460            | 26864            | 25877            | 24187            | 21162            | 15720            | 11042            | 9091             |                  |
| --------------------------------------------- | ---------------- | ---------------- | ---------------- | ---------------- | ---------------- | ---------------- | ---------------- | ---------------- | ---------------- | ---------------- | ---------------- | ---------------- | ---------------- |
| Джерело:                                      |                  |                  |                  |                  |                  |                  |                  |                  |                  |                  |                  |                  |                  |